# Грег Сомервил
Грег Сомервил (енгл. Greg Somerville; 28. новембар 1977) је бивши професионални новозеландски рагбиста и једна од највећих легенди "Ол блекса".

## Биографија
Висок 185 цм, тежак 115 кг, Сомервил је играо на позицији број 3 - стуб (енгл. Loosehead prop). У каријери је играо за Кантербери РФУ, Глостер (рагби јунион), Мелбурн Ребелс и Крусејдерси. За репрезентацију Новог Зеланда одиграо је 66 тест мечева и постигао 1 есеј.